# Trichodorcadion dubiosum
Trichodorcadion dubiosum är en skalbaggsart som beskrevs av Stefan von Breuning 1954. Trichodorcadion dubiosum ingår i släktet Trichodorcadion och familjen långhorningar.
Artens utbredningsområde är Burma. Inga underarter finns listade i Catalogue of Life.